# Filare (Gavorrano)
Filare è una frazione del comune italiano di Gavorrano, nella provincia di Grosseto, in Toscana.

## Geografia fisica
Il borgo è distante due chilometri dal centro comunale, ed è situato sul crinale del Monte Calvo, una delle propaggini settentrionali del Monte d'Alma, a metà strada tra Bagno di Gavorrano e Gavorrano.

## Storia
Il moderno paese nasce dall'unione di tre differenti località, infatti è solito ritrovarlo denominato anche con il nome di Filare-Boschetto-Miniera.
La sua nascita e il suo sviluppo sono strettamente legate all'attività mineraria, tant'è che il borgo rivestiva un ruolo molto importante durante il periodo estrattivo della miniera. La Montecatini aveva realizzato alcuni edifici principali, fra cui la direzione aziendale, gli uffici tecnici e amministrativi, il dopolavoro, la mensa, i cosiddetti "bagnetti" (bagni con docce), la foresteria, le abitazioni dei capo-servizi e il palazzo "degli scapoli", dove risiedevano i minatori che non avevano famiglia. Il nome Filare è dovuto proprio a queste costruzioni che, essendo costruite lungo il costone del colle sulla cui cima sorge Gavorrano, sono poste come in fila una dietro l'altra.

## Monumenti e luoghi d'interesse
Gli unici elementi di natura storica sono delle costruzioni risalenti al ventennio fascista, e come in ogni villaggio minerario, è possibile ancora oggi osservare edifici adibiti alla estrazione risalenti al XIX secolo. Nella zona denominata San Giovanni vi è l'uscita della galleria di scolo acque della miniera da cui si poteva anche accedere alla miniera stessa. Qui sono ancora presenti i bacini di decantazione dell'impianto di flottazione. La località prende il nome dal convento di San Giovanni esistente ancora nel secolo scorso ed ora visibile soltanto in piccolissime tracce. Il convento di San Giovanni ospitò, per alcuni secoli, i fraticelli dell'Opinione esuli in Maremma nel XIV secolo, perseguitati a causa della loro eresia.
Sulla strada che sale verso il centro di Gavorrano, nei pressi della frazione, si trova il Pozzo Roma, cuore del Parco minerario naturalistico di Gavorrano e simbolo dell'attività mineraria dell'intero territorio comunale, con gli impianti esterni della miniera come l'officina meccanica ed elettrica, la stazione di compressione dell'aria e la "laveria", dove veniva trattato il minerale.
È inoltre presente, in località Boschetto, una cappella dipendente dalla parrocchia di San Giuliano di Gavorrano. La piccola chiesa, intitolata al Cristo Re, è stata realizzata negli anni sessanta ed apparteneva alla Snam; inizialmente era officiata dai padri gesuiti, cappellani della miniera, finché nel 1994 non venne acquisita dalla diocesi di Grosseto.

## Società

### Evoluzione demografica
Quella che segue è l'evoluzione demografica della frazione di Filare.
| Anno | Abitanti | Note  |
| ---- | -------- | ----- |
| 1936 | 927      | [ 7 ] |
| 1961 | 828      | [ 8 ] |
| 1981 | 490      |       |
| 2001 | 439      |       |
| 2011 | 535      |       |